# Heribert Göttelmann
Heribert Göttelmann (* 26. März 1936 in Wiesbaden) ist ein deutscher Generalmajor außer Dienst des Heeres der Bundeswehr.

## Leben
Göttelmann trat am 16. April 1958 beim I. Bataillon des Feldartillerieregiments 2 in Niederlahnstein in die Bundeswehr ein, besuchte die Heeresoffizierschule II in Hamburg und die Artillerieschule in Idar-Oberstein und schloss seine Ausbildung zum Artillerieoffizier 1960 ab. Anschließend war er Batterieoffizier, Feuerleitoffizier und Lehrgangsleiter in der 2. Batterie des Feldartilleriebataillons 45 in Niederlahnstein, S2/S1-Offizier im Stab des Feldartilleriebataillons 45 in Mengeringhausen und S2/S1-Offizier im Artillerieregiment 2 in Marburg. Von 1964 bis 1967 war er Batteriechef der 3. Batterie des Feldartilleriebataillons 45 in Mengeringhausen.
Von 1967 bis 1969 wurde Göttelmann im 10. Generalstabslehrgang Heer an der Führungsakademie der Bundeswehr in Hamburg zum Offizier im Generalstabsdienst ausgebildet. Anschließend war er G3-Stabsoffizier im Hauptquartier der Central Army Group der NATO in Heidelberg und von 1971 bis 1973 G3-Stabsoffizier der Panzerbrigade 15 in Koblenz. Anschließend war er Bataillonskommandeur des Panzerartilleriebataillons 155 in Lahnstein von 1973 bis 1975 und Tutor und Dozent im Verwendungslehrgang Generalstabsdienst Heer an der Führungsakademie der Bundeswehr in Hamburg von 1975 bis 1978. 1978 wurde er Chef des Stabes der 10. Panzerdivision in Sigmaringen, 1980 Referatsleiter VI 5 im Führungsstab des Heeres im Bundesministerium der Verteidigung auf der Hardthöhe in Bonn, Sekretär der Kommission für Langzeitplanung der Bundeswehr und Referatsleiter VI 3 (Bundeswehrplanung) im Führungsstab der Streitkräfte im Bundesministerium der Verteidigung.
Ab Oktober 1982 war Göttelmann Brigadekommandeur der Panzerbrigade 29 in Sigmaringen und vom 28. November 1986 bis zum 26. September 1991 Kommandeur der Artillerieschule in Idar-Oberstein. Währenddessen war er von Oktober 1990 bis April 1991 als Kommandeur zum Heereskommando Ost kommandiert. Im Oktober 1991 wurde er Befehlshaber im Wehrbereich IV, ab April 1994 in Personalunion Kommandeur der 5. Panzerdivision. Mit Ablauf des Dezember 1994 wurde er in den Ruhestand versetzt.
Göttelmann ist verheiratet, evangelisch und hat eine Tochter sowie einen Sohn.

## Auszeichnungen
- Ehrenkreuz der Bundeswehr in Gold (1982)
- Verdienstkreuz am Bande des Verdienstordens der Bundesrepublik Deutschland (1987)
- Offizier der französischen Ehrenlegion (1989)
- Verdienstkreuz 1. Klasse des Verdienstordens der Bundesrepublik Deutschland (1994)
- Legion of Merit (1994)